# Költräsket
Költräsket är en sjö i Bodens kommun i Norrbotten och ingår i Luleälvens huvudavrinningsområde. Sjön har en area på 5,72 kvadratkilometer och ligger 173 meter över havet. Sjön avvattnas av vattendraget Bredträskbäcken (Költräskbäcken).

## Delavrinningsområde
Költräsket ingår i det delavrinningsområde (736677-172985) som SMHI kallar för Utloppet av Költräsket. Medelhöjden är 200 meter över havet och ytan är 44,55 kvadratkilometer. Det finns inga avrinningsområden uppströms utan avrinningsområdet är högsta punkten. Bredträskbäcken (Költräskbäcken) som avvattnar avrinningsområdet har biflödesordning 3, vilket innebär att vattnet flödar genom totalt 3 vattendrag innan det når havet efter 117 kilometer. Avrinningsområdet består mestadels av skog (47 procent) och sankmarker (30 procent). Avrinningsområdet har 6,72 kvadratkilometer vattenytor vilket ger det en sjöprocent på 15,1 procent.